# Coniungoptera
Coniungoptera is een geslacht van rechtvleugeligen uit de familie sabelsprinkhanen (Tettigoniidae). De wetenschappelijke naam van dit geslacht is voor het eerst geldig gepubliceerd in 1985 door Rentz & Gurney.

## Soorten
Het geslacht Coniungoptera  is monotypisch en omvat slechts de volgende soort:
- Coniungoptera nothofagi (Rentz & Gurney, 1985)